# Bernd Dennemarck
Bernd Dennemarck (* 13. September 1964 in Nürnberg) ist ein deutscher römisch-katholischer Geistlicher, Theologe sowie Professor für Kirchenrecht an der Theologischen Fakultät Fulda und Diözesanrichter für das Bistum Eichstätt.

## Leben
Nach dem Abitur studierte Dennemarck Germanistik, Geschichte und Philosophie an der Friedrich-Alexander-Universität Erlangen-Nürnberg sowie Katholische Theologie an der Katholischen Universität Eichstätt-Ingolstadt. 1995 empfing er in Eichstätt das Sakrament der Priesterweihe. Bevor er 1997 zum Mitarbeiter im Bischöflichen Generalvikariat Eichstätt ernannt wurde, wirkte er als Kaplan in Schwabach. 2001 wurde er zum Lizentiaten des kanonischen Rechts, 2005 mit der Dissertation Die Statuten des Eichstätter Domkapitels von der Säkularisation bis zur Gegenwart an der Universität München zum Doktor des kanonischen Rechts (Dr. iur. can.) promoviert. Seit 2002 ist Dennemarck Domvikar am Hohen Dom zu Eichstätt sowie Diözesanrichter am Offizialat, Beisitzer in den Schlichtungs- und Einigungsstellen und Mitglied im Arbeitsstab des Bischöflichen Beauftragten für Fälle sexuellen Missbrauchs Minderjähriger des Bistums Eichstätt. Von 2005 bis 2006 war er Stellvertreter des Diözesanadministrators im Bistum Eichstätt. Zwischen 2007 und 2010 wirkte er als Bischofsvikar und Vorsitzender bzw. Stellvertretender Vorsitzender des Stiftungsvorstands der Katholischen Universität Eichstätt-Ingolstadt.
Dennemarck lehrte zwischen 2009 und 2013 Kirchenrecht an der Philosophisch-Theologischen Hochschule Benediktbeuern. Am 24. Oktober 2012 habilitierte er sich am Lehrstuhl für Kirchenrecht der Katholisch-Theologischen Fakultät der Julius-Maximilians-Universität Würzburg. Anschließend nahm er Lehrstuhlvertretungen in Wien, Eichstätt und Bochum wahr. Seit 2013 ist er Lehrbeauftragter für Ostkirchenrecht am Institut für Kirchenrecht der Westfälischen Wilhelms-Universität Münster, seit dem Wintersemester 2015/16 Gastprofessor an der Philosophisch-Theologischen Hochschule Vallendar. Mit Wirkung vom 1. April 2017 wurde er auf den Lehrstuhl für Kirchenrecht an der Theologischen Fakultät Fulda berufen. Dennemarck ist Mitglied der Arbeitsgemeinschaft für katholisches Kirchenrecht in der Bundesrepublik Deutschland.
Zum 1. Oktober 2020 übernahm Bernd Dennemarck das Rektorat der Theologischen Fakultät Fulda von seinem Vorgänger Christoph Gregor Müller. Er hatte das Amt bis Ende Dezember 2021 inne.

## Schriften (Auswahl)
- Die Statuten des Eichstätter Domkapitels von der Säkularisation bis zur Gegenwart. Mit einem kritischen Kommentar zum geltenden Statut. St. Ottilien 2008, ISBN  978-3-8306-7346-0.
- zusammen mit Heribert Hallermann und Thomas Meckel: Von der Trennung zur Einheit. Das Bemühen um die Pius-Bruderschaft. Würzburg 2011, ISBN  978-3-429-03449-8.
- Der Taufaufschub. Dogmatisch-kanonistische Grundlegung und rechtliche Ausgestaltung im Hoheitsgebiet der Deutschen Bischofskonferenz. EOS-Verlag, St. Ottilien 2002, ISBN  3-8306-7158-X.